# آلبا (اسکاتلند)
آلبا (Alba) نام گیلیک اسکاتلندی برای اسکاتلند است. همچنین، در تاریخ‌نگاری زبان انگلیسی، برای اشاره به سیاست پیکت‌ها و مردم اسکاتلندی که در قرن نهم به عنوان پادشاهی آلبا متحد شدند، تا زمانی که به پادشاهی اسکاتلند تبدیل شد، استفاده می‌شود.